# Michele Barbi
Michele Barbi (Taviano di Sambuca Pistoiese, 19 febbraio 1867 – Firenze, 23 settembre 1941) è stato un filologo e italianista italiano.

## Biografia

### L'attività accademica
Figlio di Francesco e di Caterina Borri, nacque il 19 febbraio 1867 e compì gli studi superiori a Pistoia, sotto la guida di Giovanni Procacci, poeta ed insegnante che ne comprese le capacità letterarie. Allievo poi della Scuola Normale Superiore di Pisa, si laureò nel 1889 all'Università di Pisa con Alessandro D'Ancona, presentando una tesi intitolata Della fortuna di Dante nel secolo XVI (pubblicata poi nel 1890). Nominato professore incaricato di storia della letteratura italiana nell'Università di Messina nel 1901, fu nel 1923 professore ordinario di letteratura italiana presso l'Università di Firenze fino al suo congedo avvenuto nel 1937. Fu socio dell'Accademia dei Lincei, membro dell'Accademia della Crusca, socio corrispondente dell'Accademia delle Scienze di Torino, Commendatore dell'Ordine della Corona d'Italia (nominato il 12 gennaio 1922), Grande ufficiale dell'Ordine della Corona d'Italia (30 dicembre 1937). 
Nel 1935 l'Accademia d'Italia gli conferì il "premio Mussolini" per le lettere.
Svolse anche incarichi politici con l'elezione a senatore del Regno d'Italia il 20 ottobre del 1939 e con la partecipazione alla Commissione dell'educazione nazionale e della cultura popolare dal 1940 sino alla sua morte, avvenuta a Firenze il 23 settembre 1941.

### Gli studi filologici

#### La metodologia di Barbi
Il contributo di Michele Barbi alla filologia italiana e dantesca è di grande importanza, in quanto egli fondò una metodologia filologica basata sul confronto e la ricerca di più codici della stessa opera (collatio), anziché concentrarsi esclusivamente su di un unico codice, metodologia che metterà in atto in occasione dell'edizione delle opere dantesche, nel 1920.

#### Il culto di Dante
Le competenze nel settore filologico, specialmente dantesco, lo portarono ad essere prima segretario e poi vicepresidente della Società Dantesca Italiana. Per oltre quindici anni, a partire dal 1890, curò la pubblicazione del Bullettino della Società Dantesca Italiana. Nel 1907 realizzò una edizione critica della Vita Nuova, poi integralmente rivista nel 1932, svolta con criteri scientifici, che condusse la filologia italiana al livello di quella europea e che è rimasta a lungo esemplare per il metodo e per i risultati. Effettuò dettagliati studi sull'origine dei canzonieri antichi, concretizzati con le opere La Raccolta Bartoliniana di rime antiche e i codici da essa derivati (1900) e Studi sul canzoniere di Dante (1915). Nel medesimo anno, dimostrò la falsità del cosiddetto Codice Bardera. Incaricato di redigere l'edizione nazionale delle opere dantesche, in previsione dei festeggiamenti in occasione del seicentenario della morte di Dante (1921). Sempre nel 1920, Barbi fondò un'altra rivista specializzata chiamata Studi Danteschi.

#### Altri campi di studio
Durante gli ultimi anni di vita, Michele Barbi denunciò apertamente lo stato di decadenza della filologia italiana, con il saggio polemico La nuova filologia e l'edizione dei nostri scrittori da Dante a Manzoni (1938), in cui l'ultrasessantenne filologo critica la mancanza di rispetto nei confronti di tale scienza, surclassata invece dalla critica letteraria che deve basarsi su un corretto esame filologico dei testi. Pertanto, negli ultimi anni, Barbi allargò i suoi interessi alle opere di Boccaccio, Foscolo e Manzoni.

## Archivio
Il fondo Barbi è conservato presso la Scuola Normale Superiore di Pisa nel 1942 per legato testamentario dello studioso, che intese lasciare alla Scuola Normale i suoi libri, le sue carte e la sua raccolta di canti popolari. L'archivio è articolato nelle Serie:
Carteggio: comprende lettere autografe di Michele Barbi indirizzate a letterati, amici, editori, alla Società dantesca ed a enti vari: figurano importanti personalità del XX secolo, come Benedetto Croce, Giovanni Gentile, Isidoro Del Lungo, Vittorio Santoli, Elio Vittorini e Nicola Zingarelli. 
Manoscritti: i mss. riguardano diversi argomenti letterari: storia delle correnti letterarie, Dante, Foscolo e Manzoni. Fa parte del materiale manoscritto la raccolta di canti popolari e melodie che consta di dieci grossi volumi e di numerosi altri inserti così classificati: I-II) Canti narrativi; III) Canti iterativi ed enumerativi; IV) Canti religiosi, leggende sacre; V) Canzoncine, filastrocche, cantilene; VI) Rispetti; VII) Stornelli; VIII) Scioglilingua, indovinelli, proverbi; IX) Canti di questua; X) Canti a tradizione mista. Gli altri inserti contengono versioni e stampe popolari di varie storie e leggende sacre e profane, canti dell'Istria, della Capitanata e di altre regioni italiane e melodie di canti inseriti nei volumi catalogati dallo stesso Barbi. Il materiale è corredato da un inventario a schede.
Raccolta di materiale bibliografico, giornali, riviste: oltre 8.000 opuscoli ed estratti, catalogati suddivise per soggetto e in ordine alfabetico. Il materiale riguarda gli argomenti di interesse e di studio del Barbi: Boccaccio, Dante, Foscolo, Leopardi e Manzoni.
Ritagli di giornale: corposa raccolta di quotidiani, dal 1883 al 1941. Si tratta di articoli di argomento letterario, relativi agli interessi di studio e ricerca del Barbi, tratti da vari quotidiani italiani ed esteri: «Corriere della Sera», «La Nazione», «Il Telegrafo», «Il Resto del Carlino», «Il Giornale d'Italia», «L'Osservatore Romano», «L'Unità» e «The Times», nonché da riviste varie, come «Il fanfulla della domenica», «La domenica letteraria», «Il Marzocco» e «La Fiera Letteraria». La raccolta è in fase di inventariazione e catalogazione.
Biblioteca: depositata presso la Biblioteca della Scuola normale, è costituita da 7073 volumi dei secoli XIX e XX, principalmente dedicati alla letteratura italiana e ai principali temi di interesse e studio di Barbi, come quello dei canti popolari.

## Opere
- Dante Alighieri, Vita Nova, a cura di Michele Barbi, Firenze, Società Dantesca Italiana, 1907.
- Studi sul Canzoniere di Dante, con nuove indagini sulle raccolte manoscritte e a stampa di antiche rime italiane, In Firenze, G. C. Sansoni editore, 1915; ristampe anastatiche: Firenze, G. C. Sansoni editore (Tipografia Giuntina), 1965; Firenze, Le Lettere, 2021.
- Dante: vita, opere e fortuna. Con due saggi su Francesca e Farinata, Firenze, G. C. Sansoni editore, 1933; ristampe: 1940, 1952.
- Problemi di critica dantesca, 2 voll., Firenze, G. C. Sansoni, 1934-1941; ristampa 1975.
- La nuova filologia e l'edizione dei nostri scrittori. Da Dante al Manzoni, Firenze, Sansoni, 1938; ristampa 1973.
- Poesia popolare italiana, Firenze, G. C. Sansoni, 1939; ristampa 1974.
- Con Dante e coi suoi interpreti. Saggi per un nuovo commento della Divina Commedia, Firenze, Le Monnier, 1941.
- Problemi fondamentali per un nuovo Commento alla Divina Commedia, Firenze, Sansoni, 1955.